# 村田耕一
村田 耕一（むらた こういち、本名：村田 清照（むらた きよてる）、1939年4月5日 - 2006年11月7日）は、日本のアニメーター。有限会社オープロダクション代表取締役。新潟県柏崎市出身。

## 経歴
1970年5月、塩山紀生、小松原一男、米川功真と共にOH!プロダクション（以下、OH!プロ）を設立する。OH!プロでは、東映動画班と東京ムービーの子会社であったAプロダクション班（現在のシンエイ動画の前身）に分かれて二社の作品を製作していたが、村田はAプロ班の中心アニメーターとして、原画、作画監督などを務め、多くの作品に取り組んだ。また、OH!プロ代表取締役として同社の経営に当たった。
村田はAプロ班のアニメーターとして同社の作品にかかわる中で、高畑勲、宮崎駿らと深い関係を築き、二人の作るアニメ映画やテレビアニメに参加し、作画監督として活躍した。また、OH!プロが『セロ弾きのゴーシュ』を制作するに当たっては、高畑に監督を依頼し、自らはプロデューサーとして製作に当たった。
多くのテレビ・劇場作品の作画を手掛け、高い作画力を誇るスタジオとしてOH!プロを率い、後続を育成した。
温厚な人柄で、年齢性別問わず、誰からも愛される人格者であったため、有限会社OH!プロダクション自体も各業界からの信頼を得ていた。
アニメーション事業者協会副会長を務め、杉並アニメ振興協議会の活動にも積極的に参加するなど、業界全体の発展にも大きく貢献した。
2006年11月7日午後9時2分クモ膜下出血のため、東京都三鷹市の病院で死去した。67歳没。

## 主な参加作品

### テレビアニメ
- 巨人の星（1968年 - 1971年）原画
- タイガーマスク（1969年 - 1971年）作画監督
- アタックNo.1（1969年 - 1971年）作画監督
- ルパン三世（第1期：1971年 - 1972年）原画
- 赤胴鈴之助（1972年 - 1973年）作画監督
- 荒野の少年イサム（1973年 - 1974年）作画監督
- アルプスの少女ハイジ（1974年）作画
- 母をたずねて三千里（1976年）作画
- ピコリーノの冒険（1976年 - 1977年）作画監督
- シートン動物記 くまの子ジャッキー（1977年）作画
- 未来少年コナン（1978年）原画
- ペリーヌ物語（1978年）作画監督
- 赤毛のアン（1979年）原画
- 家族ロビンソン漂流記 ふしぎな島のフローネ（1981年）作画監督
- 南の虹のルーシー（1982年）作画監督
- アルプス物語 わたしのアンネット（1983年）
- 牧場の少女カトリ（1984年）
- 愛少女ポリアンナ物語（1986年）原画
- 小公子セディ（1988年）原画
- ちびまる子ちゃん（第1期：1990年 - 1992年／第2期：1995年 - ）原画
- 名犬ラッシー（1996年）原画
- 中華一番!（1997年 - 1998年）原画
- 無人惑星サヴァイヴ (2003年)
- それいけ!アンパンマン うたおう!おどろう!みんなのクリスマス（2006年、TVスペシャル、原画）

### 映画
- パンダコパンダ（1972年）原画
- パンダコパンダ 雨ふりサーカスの巻（1973年）原画
- セロ弾きのゴーシュ（1982年）製作
- はれときどきぶた（1988年）製作
- ドラえもん のび太とふしぎ風使い（2003年）原画
- ドラえもん のび太のワンニャン時空伝（2004年）原画
- あらしのよるに（2005年）原画

### OVA
- デビルマン 誕生編（1987年）プロデューサー